# Leiothrix crassifolia
Leiothrix crassifolia är en gräsväxtart som först beskrevs av August Gustav Heinrich von Bongard, och fick sitt nu gällande namn av Wilhelm Willy Otto Eugen Ruhland. Leiothrix crassifolia ingår i släktet Leiothrix och familjen Eriocaulaceae. Inga underarter finns listade i Catalogue of Life.